# برجو گرانده
برجو گرانده (به پرتغالی: Brejo Grande) یک منطقهٔ مسکونی در برزیل است که در سرژیپه واقع شده‌است. برجو گرانده ۱۴۳٫۹ کیلومتر مربع مساحت و ۸٬۳۵۳ نفر جمعیت دارد و ۳۰ متر بالاتر از سطح دریا واقع شده‌است.